# 이정현 (1986년)
이정현(李禎炫, 1986년 4월 18일 ~ )은 대한민국의 제8·9대 충청북도 제천시의원이다.

## 학력
- 용두초등학교 졸업
- 의림여자중학교 졸업
- 세명고등학교 졸업
- 세명대학교 법정경찰학부 졸업

## 경력
- 법무법인 오늘 사무주임
- 세명대학교 동아리연합회 회장
- 사단법인 한국예총 제천지회 간사
- 세명대학 총동문회 홍보국장
- 더불어민주당 충북도당 제천시·단양군 지역위원회 다문화위원회 위원장
- 더불어민주당 충북도당 청년위원회 자문위원
- 2018.07 ~ 2022.06 제8대 충청북도 제천시의회 의원
- 2018.07 ~ 2020.07 제8대 충청북도 제천시의회 전반기 자치행정위원회 위원
- 2018.07 ~ 2020.07 제8대 충청북도 제천시의회 전반기 예산결산특별위원회 위원
- 2020.07 ~ 2022.06 제8대 충청북도 제천시의회 후반기 의회운영위원회 위원
- 2020.07 ~ 2022.06 제8대 충청북도 제천시의회 후반기 자치행정위원회 부위원장
- 2020.07 ~ 2022.06 제8대 충청북도 제천시의회 후반기 예산결산특별위원회 위원
- 세명대학교 총동문회 부회장
- 민주평화통일자문회의 자문위원
- 더불어민주당 정책위원회 부의장
- 2024.04 ~ 제9대 충청북도 제천시의회 의원
- 2024.04 ~ 2024.07 제9대 충청북도 제천시의회 전반기 의회운영위원회 위원
- 2024.04 ~ 2024.07 제9대 충청북도 제천시의회 전반기 자치행정위원회 부위원장
- 2024.07 ~ 제9대 충청북도 제천시의회 후반기 의회운영위원회 위원장

## 역대 선거 결과
|  | 58.35% |

|  | 16.47% |

|  | 48.52% |